# Fann Wong
Fann Wong (Chinois : 范文芳; pinyin : Fàn Wénfāng, Sino-Vietnamien : Phạm Văn Phương), de son vrai nom Fann Woon Fong, est une actrice et chanteuse singapourienne née le 27 janvier 1971 à Singapour.

## Filmographie
- 1994 : Dreams Come True (Mei meng cheng zhen) (série télévisée) : Li Lin
- 1994 : The Challenger (Yong zhe wu ju) (série télévisée) : Dong Shaoqi
- 1995 : Chronicle of Life (Yuan jin jin sheng) (série télévisée) : Fang Ling
- 1995 : Fatal Memory (Xue an mi qing) (TV) : Annie Lin, Xiaojiao
- 1995 : The Morning Express (Yang guang lie che) (série télévisée) : Ye Xinping
- 1995 : Sparks of Life (Sheng ming huo hua) (série télévisée) : Ma Jiajia
- 1995 : Somewhere in Time (Zai shi qing yuan) (TV) : Shen Ying
- 1995 : The Golden Pillow (Jin zhen tou) (série télévisée) : Li Mingzhu
- 1996 : The Unbroken Cycle (Jie lian huan) (série télévisée) : Ye Qin, Li Xiangmei, Zhu Zhiyue (Fourth Wife) aka Xibao
- 1996 : A Romance in Shanghai (Xin Shanghai jiaqi) (série télévisée) : Jian Ni
- 1996 : Wild Orchids (Zai jian ying guang lan) (série télévisée) : Liu Ying
- 1996 : Brave New World (Xin ah lang) (série télévisée) : Lin Xiaoyun
- 1997 : The Matchmaker's Match (Si dian jin) (TV) : Xiang Gu
- 1997 : The Accidental Hero (Liu mang ying xiong) (TV) : Zhao Li
- 1998 : Return of the Condor Heroes (Shen diao xia lü) (série télévisée) : Little Dragon Girl (Xiaolongnu)
- 1998 : Myths and Legends of Singapore (Shi le po chuan shuo) (série télévisée) : Lady of the Hill
- 1999 : Out to Win (Bu bu wei ying) (série télévisée) : Coco Zhang Wenhua
- 1999 : The Truth About Jane and Sam[1](Zhen xin hua) : Jane / Ke Youzhen (Chinese pinyin transliteration)
- 2000 : When I Fall in Love... with Both (Yüeliang de mimi) : Joy / Lele (Chinese pinyin transliteration)
- 2000 : The Legendary Swordsman (Xiao ao jiang hu) (série télévisée) : Ren Yingying
- 2000 : Looking for Stars (Xing suo) (série télévisée) : Orange Chong / Zhang Xiaomei
- 2001 : 175 Degrees Colour-Blindness: Self Destruction (Ziti hui mie) : Minmin, Marlene
- 2001 : Heroes in Black (Wo lai ye) (série télévisée) : Liu Feiyan
- 2001 : Legend of the Snake Spirits (Qing she yu bai she) (série télévisée) : White Snake, Bai Suzhen, Qin Xiaoxiao, Xi Shi
- 2001 : The Hotel (Da jiu dian) (série télévisée) : Rose, Xiaofang
- 2002 : Brotherhood (You qing you yi) (série télévisée) : Li Ting
- 2003 : Shanghai Kid 2 (Shanghai Knights) : Chon Lin
- 2003 : Moon Fairy (Ben yüe) (série télévisée) : Chang Er (Xun Yue)
- 2003 : Always on My Mind (Wu yan de ai) (série télévisée) : Guan Sijia
- 2004 : I Love Zhong Wu Yan (Qixuan wang yu Zhong Wu Yan) (série télévisée) : Zhong Wu Yan
- 2005 : Beautiful Illusions (Jing zhong ren) (série télévisée) : Wang Yixin, Joe Ann
- 2005 : Dragon Eye Congee: A Dream of Love (Long yan zhou) : Ho Shin-Yueh / Chang Yin
- 2005 : Les Fleurs de l'Orient (Barbara Wood - Das Haus der Harmonie) (TV) : Chen Meiling
- 2006 : Fu lu shou san xing bao xi (série télévisée) : Ma Gu, Ma Ruyi
- 2006 : Zodiac: The Race Begins (Sheng xiao chuan qi) (voix)
- 2007 : Just Follow Law (Just Follow Law: Wo zai zheng fu bu men de ri zi) : Tanya Chew / Lim Teng Zui
- 2008 : Ah Long Pte Ltd (Lao shi jia lao da) : Wang Lihua
- 2008 : Dance of the Dragon : Emi

## Discographie
- 1996 : Fanntasy
- 1997 : I Live Alone
- 1998 : Shopping
- 1999 : Missing You
- 2000 : No Problem
- 2005 : In Love With You